# 海老名プレミアム映画祭

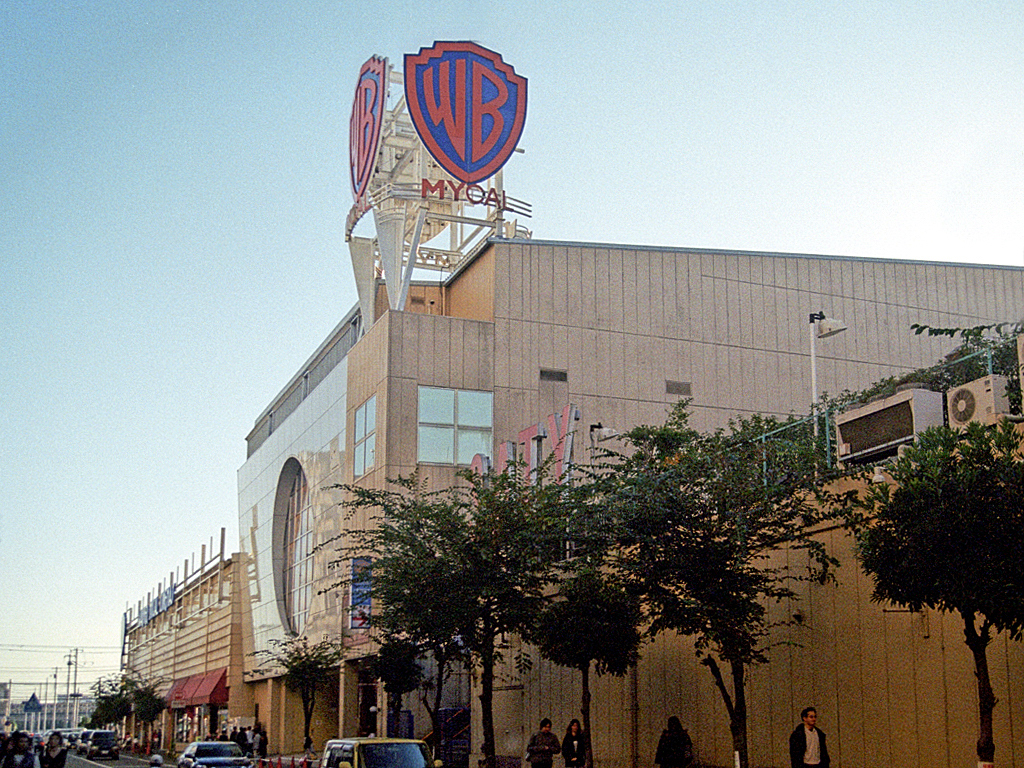
ワーナー・マイカル・シネマズ海老名

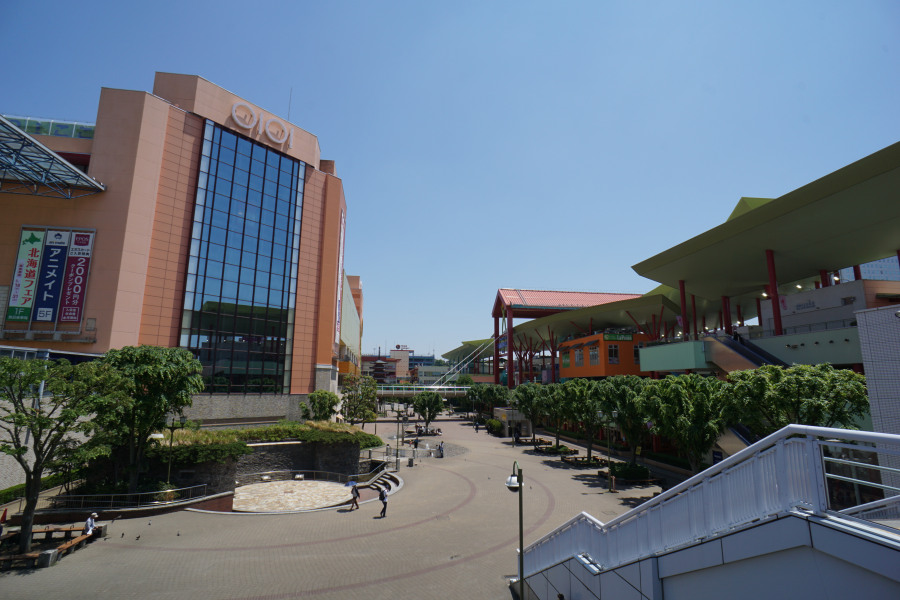
会場の1つとなるビナウォークと海老名中央公園

海老名プレミアム映画祭（えびなプレミアムえいがさい）は、日本で初めてのシネマコンプレックス（複合型映画館、正確にはマルチプレックスシネマ）が誕生した地（ワーナー・マイカル・シネマズ海老名を経て現在のイオンシネマ海老名）という事に由来して、『映画の街』としての海老名を広めることを目的に2002年から開催されていた映画祭である。なお、現在はTOHOシネマズ海老名も前述の映画館と近距離にある。
また、『フィルムコンクール』を同時期に開催することで映像クリエーターたちの発掘と作品発表の場を提供することも目指している。海老名市商工会議所が主催し、「海老名プレミアム映画祭実行委員会」によって企画運営されており、毎年10月ごろ開催されていた。

## 第2回映画祭上映作品(2003年)
- 『エーミールと探偵たち』

## 第3回映画祭上映作品(2004年)
- 『木更津キャッツアイ』(ワーナーマイカル海老名)
- 『ジョゼと虎と魚たち』(ワーナーマイカル海老名)
- 『ライフ・イズ・ビューティフル』(ワーナーマイカル海老名)
- 『ステップフォード・ワイフ』(TOHOシネマズ海老名)
- 『ターミナル』(TOHOシネマズ海老名)
- 『ニュースの天才』(TOHOシネマズ海老名)

## 第4回映画祭上映作品(2005年)
特別上映会
- 『変身』(ワーナーマイカル海老名)
- 『ミート・ザ・ペアレンツ2』(TOHOシネマズ海老名)

名作上映会
- 『夢千代日記』(ワーナーマイカル海老名)
- 『長崎ぶらぶら節』(ワーナーマイカル海老名)
- 『円月斬り』(TOHOシネマズ海老名)
- 『ムーラン・ルージュ』(TOHOシネマズ海老名)

## 第5回映画祭上映作品(2006年)
プレミアム上映会
- 『リトル・ミス・サンシャイン』(ワーナーマイカル海老名)

名作上映会
- 『トゥー・ブラザーズ』(ワーナーマイカル海老名)
- 『Mr.&Mrs. スミス』(TOHOシネマズ海老名)
- 『ALWAYS 三丁目の夕日』(TOHOシネマズ海老名)
- 『アイ・アム・サム』(TOHOシネマズ海老名)

特別上映会
- 『THE WINDS OF GOD』(ワーナーマイカル海老名)

無料上映会
- ドキュメンタリー映画『puujee（プージェー）』

### フィルムコンクール
第1回グランプリ(2006) :『残された光たち』 監督 諸江亮

## 第6回映画祭上映作品(2007年)
プレミアム上映会
- 『自虐の詩』

名作上映会
- 『スパイダーマン3』

子ども向け映画上映会
- 『河童のクゥと夏休み』
- 『ウルトラマンゼアス』

## 第7回映画祭上映作品(2008年)
特別上映会
- 『パッチギ! LOVE&PEACE』

一般上映会
- 『歓喜の歌』